# Unforgiven 2003
Unforgiven 2003 was een professioneel worstel-pay-per-viewevenement dat georganiseerd werd door de World Wrestling Entertainment. Dit evenement was de 6e editie van Unforgiven en vond plaats in het Giant Center in Hershey (Pennsylvania) op 21 september 2003.
Het "main event" van dit evenement was een 'Career-threatening' match voor het World Heavyweight Championship tussen kampioen Triple H en Goldberg.

## Wedstrijden
| Nr.                                                                          | Match | Winnaar(s)                  |
| ---------------------------------------------------------------------------- | --- | --------------------------- |
| -                                                                            | Steven Richards (met Victoria) vs. Maven in een een-op-eenmatch | Maven                       |
| 1                                                                            | Rob Conway & La Résistance (Sylvain Grenier & René Duprée) (c) vs. The Dudley Boyz (Bubba Ray & D-Von) in een Handicap Tables match voor het World Tag Team Championship | The Dudley Boyz             |
| 2                                                                            | Test (met Stacy Keibler) vs. Scott Steiner in een een-op-eenmatch | Test                        |
| 3                                                                            | Randy Orton (met Ric Flair) vs. Shawn Michaels in een een-op-eenmatch | Randy Orton                 |
| 4                                                                            | Molly Holly & Gail Kim vs. Trish Stratus & Lita in een tag team match | Trish Stratus & Lita        |
| 5                                                                            | Kane vs. Shane McMahon in een Last Man Standing match | Kane                        |
| 6                                                                            | Christian (c) vs. Chris Jericho vs. Rob Van Dam in een Triple Threat match voor het WWE Intercontinental Championship                                                    | Christian (c)               |
| 7                                                                            | Jim Ross & Jerry Lawler vs. Al Snow & Jonathan Coachman in een tag team match voor de rechten als commentatoren voor Raw                                                 | Al Snow & Jonathan Coachman |
| 8                                                                            | Triple H (c) vs. Goldberg in een Career-threatening match voor het World Heavyweight Championship                                                                        | Goldberg (nc)               |
| (c) huidige kampioen voor en na de match \| (nc) nieuwe kampioen na de match | |                             |